# Tripitaka Koreana
A Tripitaka Koreana (vagy Korjo Tripitaka; hangul: 팔만 대장경 vagy 고려 대장경; handzsa: 八萬 大藏經 vagy 高麗 大藏經; átdolgozott romanizáció: Palman Daejanggyeong vagy Goryeo Daejanggyeong; McCune–Reischauer: P'alman Taejanggyŏng vagy Koryŏ Taejanggyŏng) egy nagy terjedelmű koreai buddhista szöveggyűjtemény, első változata a 11. században készült el. Más néven Palman Daejanggyeong (azaz ’Nyolcvanezer Tripitaka’ – a tripitaka szó jelentése ’három kosár’ szanszkritul), a fennmaradt változat egy 81 258 fatáblából álló gyűjtemény, a 13. századból. Ez a világ legrégebbi épen megmaradt, átfogó buddhista kánonja, Handzsa írással. Az 52 382 960 klasszikus koreai (azaz sino-koreai) írásjegy között nincs egy hiba sem. A fatáblák mindegyike 70 cm széles és 24 cm hosszú. Vastagságuk 2,6 és 4 cm között váltakozik. Tömegük kb. 3-4 kilogramm. Az egész gyűjtemény a dél-koreai Dél-Kjongszang tartományban található  Heinsza buddhista kolostorban van, immár évszázadok óta. A gyűjtemény Dél-Korea 32. nemzeti kincse.

## Története
A szútragyűjteménynek (a szútra [szanszkrit:सूत्र - sūtra] szó szerinti jelentése: „szál”, „fonal”, „vonal”, valamit összetartó, összefogó dolog. Elvont értelemben – ahogy ide kapcsolódóan is - aforizmák, prédikációk jelentésben kell érteni.) a kínai buddhista kánon az alapja, először 1011-től kezdve 76 éven át a szövegeket fatáblákra faragva, 1087-ben készült el. A Korjo-dinasztia  (918–1392) ekkor épp a kitajokkal  háborúzott, akik már harmadik alkalommal törtek be az országba. A buddhista szövegek faragásának egyik célja a Buddha segítségül hívása volt, egyfajta erőmerítésként értelmezték a készítés folyamatát.
Ezt a konkrét kész első Tripitakát a koreaiak Csodzso Tedzsangjong-nak nevezik (初雕大藏經). Alapja a kínai Északi Szung-dinasztia (Északi Szung - 北宋, 960-1127; időbeli és nem térbeli fogalom, a Szung dinasztia korai időszakát jelöli.) alatt készült mű - 972 és 983 között - ennek neve angolos átírásban: „Bei Song Guanban Dazangjing” (北宋官版大藏經), és szintén fatáblákba faragott összeállítás. (Ez a Csin-dinasztia  északról való betörése során pusztult el.) A Csodzso Tedzsangjong-ot a Puinsza (符仁寺) kolostorban őrizték a Palgong (八公山) hegyen, de ezek az eredeti fatáblák elpusztultak a „koreai tatárjáráskor”. 1232-ben a mongol seregek végigsöpörtek az egész koreai félszigeten, pusztítást hagyva maguk után, hasonlóképp, mint tíz évvel később Magyarországon. Az első Tripitaka Koreana így ekkor a tűz martaléka lett.
A mongol fenyegetés hatására Kodzsong (1213–1259) király  uralkodásának 23. évében elrendelte a Tripitaka felülvizsgálatát és újragyártását („Újbóli isteni segítséget kérve..."). Az új Tripitaka 16 éven át készült, a fablokkok faragásában a szon és gjo iskolák szerzetesei is részt vettek. 1236-tól 1251-ig készült, a Tripitaka Koreana név általában ezt a második változatot jelenti.
Második elkészültekor a Tripitaka Koreana a Kanghva tartománybéli Szonvon (禪院) templomban volt, de innen hamar áthelyezték a mai szöuli Dzsicson (支天寺) templomba idegen népek betörései miatt. 1398-ban, a Csoszon-dinasztia (1392-1910) korai éveiben az egészet átköltöztették a Heinsza kolostorba, ahol a mai napig őrzik.

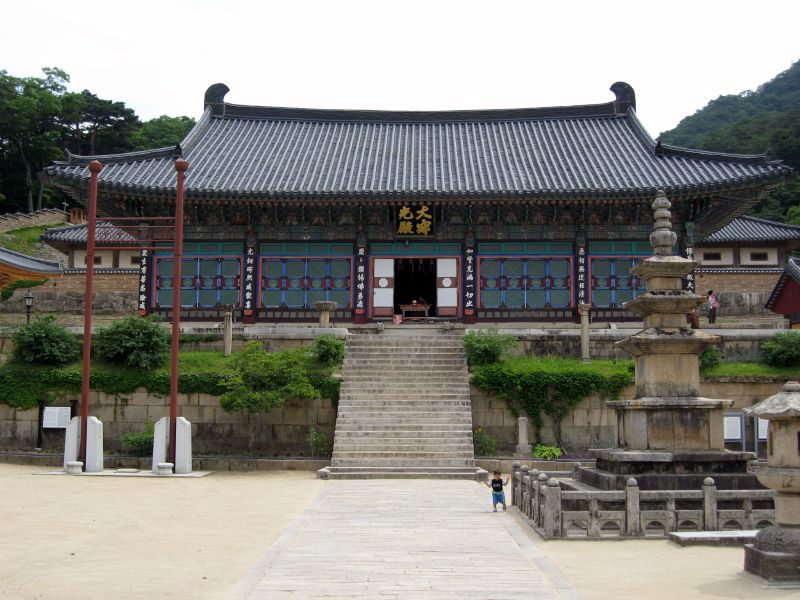
A Heinsza kolostor

A Heinsza  („a nyugodt tenger visszatükröződésének temploma”) a Három Drágakő Kolostor egyike, ezen belül a Dharmát,  a Buddha tanítását jelképezi. A másik két kolostor a Tongdosza Dél-Kjongszang tartományban – ez magát a Buddhát jelképezi, valamint a Szongkvangsza Dél-Csolla  tartományban, ami a szanghát, a buddhista közösséget jelképezi. A Heinsza ezen kívül a Dzsogje rend fő kolostora, szintén a mai dél-koreai Észak-Kjongszang tartományban (Kaja-hegyén) található. A templomot Edzsang király (애장왕, 哀莊王) építtette 802-ben, hálából a Buddhának, ugyanis a legenda szerint két koreai szerzetes Kínából hazatérve meggyógyította beteg feleségét. A templom ma is aktívan működik, mint szerzetesi kolostor.
2011-ben volt a Koreana Tripitaka első változatának ezeréves évfordulója, amit a koreaiak kellőképp meg is ünnepeltek. A dél-koreai TV Arirang egy rövid adásában bemutatták a Tripitaka Koreana múltját és jelenét, azt, hogy miként nyomtattak ezekkel a fatáblákkal papírra, és tartottak egy fesztivált ahol az 1398-as Heinsza-ba való költöztetést játszották el. A Tripitaka Koreana készítéséről szól egy opera is.
Buddhista szerzetesek a munka digitalizálásával foglalkoznak manapság - hogy az interneten keresztül, mindenkihez teljes valójában eljusson.

## Jellemzői

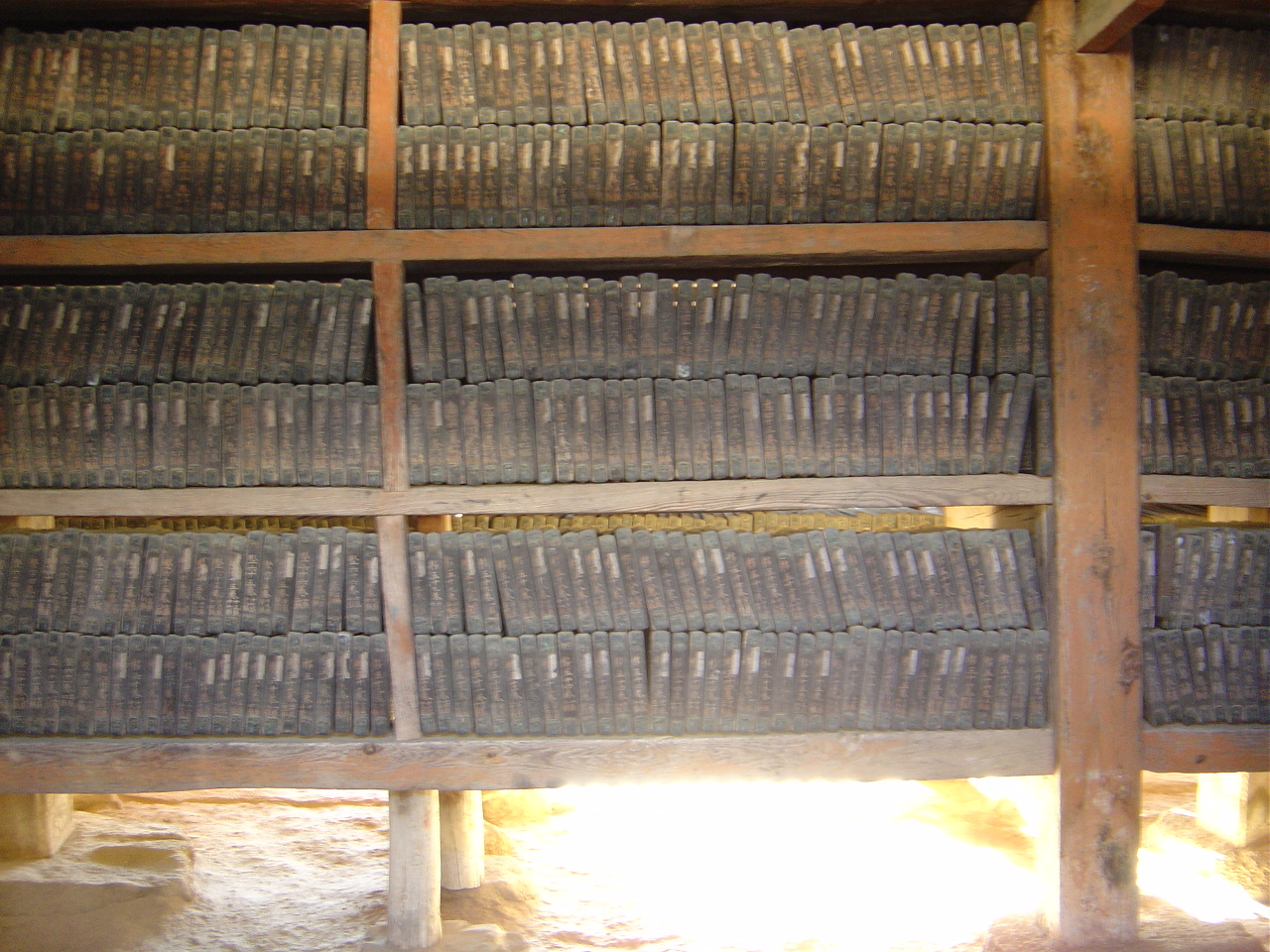
A Tripitaka Koreana táblái

A gyűjtemény 81 258 fa blokkból áll, a világ legrégebb óta fennmaradt átfogó buddhista kánonja klasszikus koreai nyelven, handzsa  írásjegyekkel. Az 52 382 960 kínai karakter között nincs hiba - egy Csoszon kori kalligráfus, Csusza Kim Dzsunghi így nyilatkozott róla: „Ezeket a karaktereket nem emberi, hanem egy természetfeletti lény alkotta.”  A mű 1496 címmel 6568 fejezetre van osztva. A fatáblák mindegyike 70 centiméter hosszú, 24 centiméter széles és 2.5-4 centiméter vastag. Egy tábla súlya 3-4 kilogramm.  
A gyűjtemény összesen 280 tonna, teljes hosszúsága pedig nagyjából 60 kilométer lenne, ha egymás mellé egy sorba pakolnánk a fatáblákat.  Minden blokkon 23 sor van kifaragva, soronként 14 írásjellel. Így minden tábla 644 karaktert tartalmaz (két oldal).

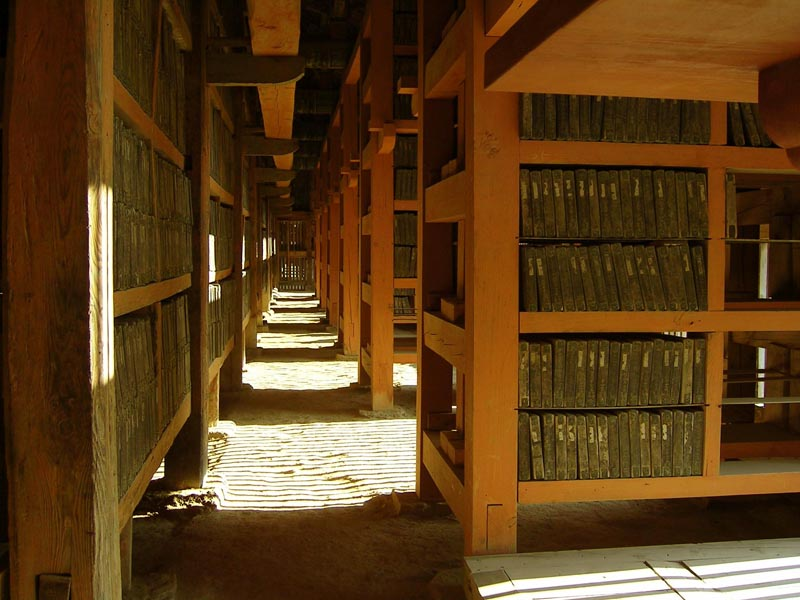
A Dzsangjong Pandzson ódon polcai

A munka tökéletes következetessége és néhány forrás régebben arra engedett következtetni, hogy az egész egyetlen ember munkája. Ma úgy gondolják, hogy körülbelül harmincan dolgozhattak rajta. Mindegyik fatábla Korea déli szigeteiről származó nyírfából van, és speciális kezeléssel tették azokat ellenállóvá. A farönköket három évig tengervízben áztatták, aztán felvágták, majd sós vízben főzték. Ezek után árnyékos, de nagyon szeles helyre vitték őket. Itt újabb három évet voltak és csak mindezek után faragták meg őket. Faragás után egy mérgező lakkréteggel vonták be mindet, hogy a rovarokat távol tartsák a fától. Végül fémmel vasalták be, hogy a fa ne görbüljön, ne hajoljon meg. 
A Tripitaka Koreana összesen 4 épületben található, melyeket összesen 108 oszlop tart, amik az ember 108 gyötrelmét jelképezik. A koreai emberek úgy hiszik, se madár, se egér, se semmilyen más állat nem lépett be soha ezen épületekbe, még pók sem szőtte hálóját e falak között, pedig az épületek már több mint ezer éve nyitva állnak.
A Tripitaka Koreana őrzésére és tárolására szolgáló épületegyüttes neve Dzsangjong Pandzson, és Dél-Korea 52. számú nemzeti kincse.  Maga a Tripitaka Koreana a 32. számú nemzeti kincse Dél-Koreának. A UNESCO világörökségi listára 1995 került fel, a 737-es számú világörökség pontos megnevezése angolul: „Haeinsa Temple Janggyeong Panjeon, the depositories for the Tripitaka Koreana Woodblocks” A 14 oldalas ajánlási és értékelési dokumentum  nagy részletességgel mutatja be ezt a helyszínt. Kiemelendő még, hogy pontossága miatt a japán, kínai és tajvani verziók mind ezt a koreai veszik alapul.

## A buddhista kánon
A Tripitaka a teljes buddhista kánont jelöli, általában egy adott iskola teljes szöveghagyományát lefedi. A tripitaka  egy szanszkrit szó, jelentése: „három kosár”. A három kosár arra utal, hogy a buddhista szövegek e gyűjteményei három részből álltak. Az első ilyen szöveggyűjtemények páli és szanszkrit nyelven íródtak a Krisztus előtti utolsó századokban, majd elkészültek a tibeti és kínai tripitakák is. A három rész: Szútra Pitaka (IAST:Sūtra Piṭaka), Vinaja Pitaka (Vinaya Piṭaka) és Abhidharma Pitaka (Abhidharma Piṭaka). Az első a szútrák  „kosara” - ez a Buddha beszédeit tartalmazza, a legfontosabb a három közül. A Buddha beszédein kívül példabeszédek, tanmesék, és a Buddháról való leírások is tartozhatnak ide. A második, a vinaja  a szerzetesi élet szabályairól, és a buddhista közösség a szangha  közösség mindennapjairól rendelkező szövegek összessége. Itt szerepel az öltözködési szabályoktól kezdve az étkezési szokásokig mindenféle reguláció. A harmadik kosár, az abhidharma.  Itt a buddhista doktrína magyarázatai, filozofikus és dogmatikai fejtegetések szerepelnek. A mahájána  iskolákban a Tripitaka kifejezés a buddhista szövegek szinonimája lett, akkor is így hívtak egy szöveggyűjteményt, ha esetleg nem is volt meg a hármas (vagy egyáltalán semmilyen) felosztás. Kínában készültek háromnál több nagy részből álló gyűjtemények is, amiket mégis valamilyen Tripitakának neveztek.